# Rue du Bois-de-Boulogne (Paris)
Pour les articles homonymes, voir Rue du Bois-de-Boulogne.
La rue du Bois-de-Boulogne est une rue située dans le 16e arrondissement de Paris de Paris dans le quartier de Chaillot.

## Situation et accès

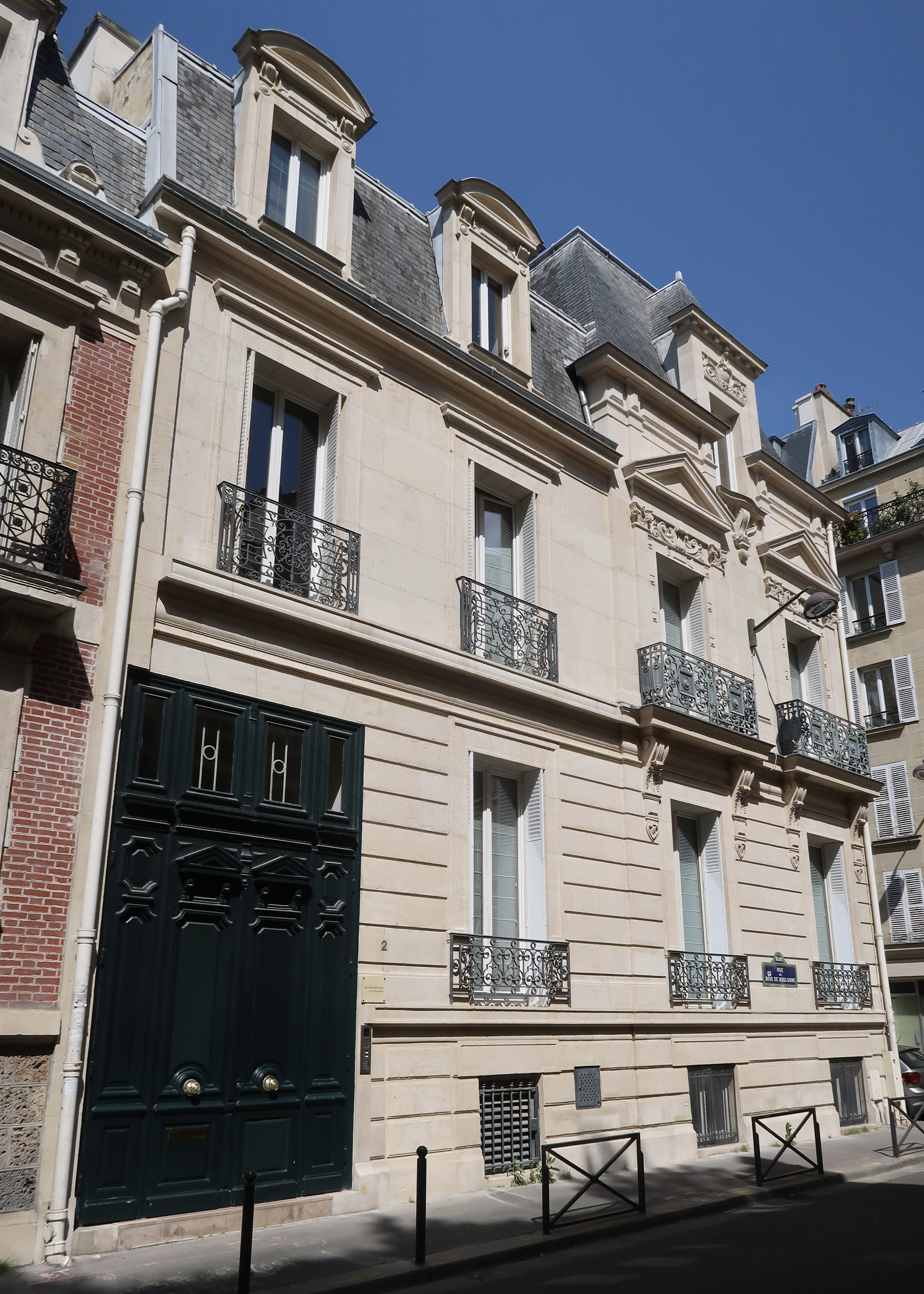
No 2.

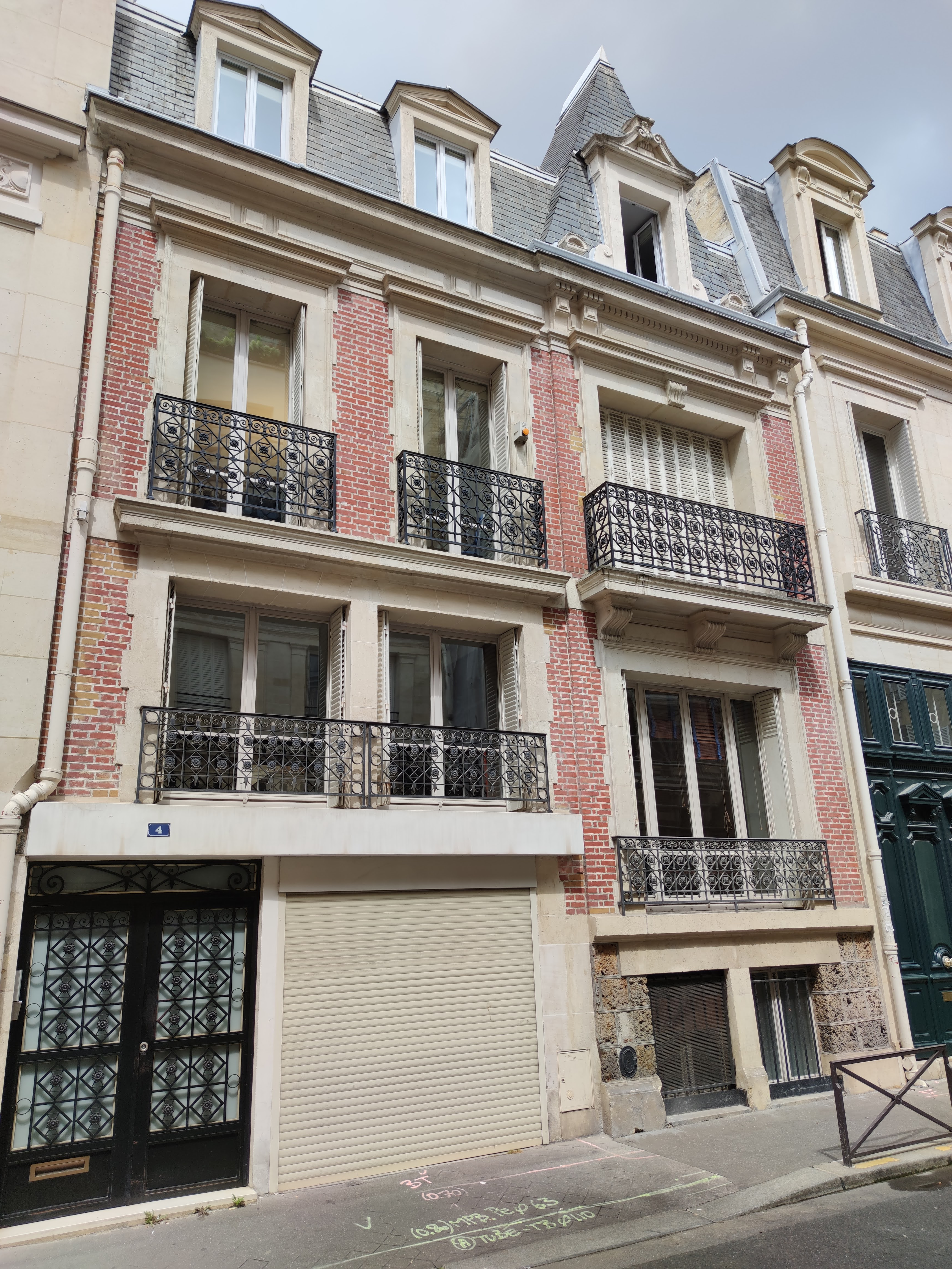
No 4.

La rue du Bois-de-Boulogne est une voie publique située dans le 16e arrondissement de Paris. Elle débute 17, rue Le Sueur et finit au 28, rue Duret.

## Origine du nom
Elle porte ce nom en raison de son voisinage avec le bois de Boulogne.

## Historique
Cette voie est ouverte par M. Gateau en 1888 sous sa dénomination actuelle. Elle est classée dans la voirie parisienne par un arrêté du 9 mars 1935.